# 丹羽俊介
丹羽 俊介（にわ しゅんすけ、1965年〈昭和40年〉6月22日 - ）は、日本の実業家、経営者。東海旅客鉄道（JR東海）第7代・代表取締役社長。

## 来歴
愛知県名古屋市出身。愛知県立旭丘高等学校を経て、東京大学法学部卒業。
- 1989年（平成元年）4月、JR東海に入社[1][2][3]。
- 2001年（平成13年）7月、広報部東京広報室長[1][2]。
- 2003年（平成15年）7月、静岡支社管理部人事課長[1][2]。
- 2005年（平成17年）7月、人事部労働課担当課長[1][2]。
- 2006年（平成18年）7月、人事部労働課長[1][2]。
- 2008年（平成20年）7月、人事部人事課長[1][2]。
- 2010年（平成22年）7月、新幹線事業本部管理部長[1][2]。
- 2013年（平成25年）7月、総合企画本部投資計画部計画部長[1][2]。
- 2016年（平成28年）7月、人事部長[1][2]。
- 2020年（令和2年）6月、取締役執行役員総合企画本部長[1][2]。
- 2022年（令和4年）6月、代表取締役副社長[1][2]。
- 2023年（令和5年）4月、第7代・代表取締役社長[1][2][3][4]。

## 人物
- 1987年の国鉄民営化に伴うJR東海発足後に入社した社員では初の社長就任となる[4]。JR旅客会社でも民営化後に入社した者が代表取締役社長に就くのは初である[7]。
- 座右の銘は「自然体」[3]。
- 特技はトランペット演奏で、JR東海社内の音楽クラブに所属し、JRグループ音楽連盟の会長も務める[3]。都市対抗野球大会ではJR東海の応援として『銀河鉄道999』や『AMBITIOUS JAPAN!』（東海道新幹線品川駅開業時のキャンペーンソング）を定番曲として演奏する[3]。なお、JR東海音楽クラブはYouTubeチャンネルを開設して動画を公開しており、トランペットを奏でる丹羽を見ることができる[3]。

## テレビ番組
- 日経スペシャル カンブリア宮殿 "お堅い会社"からの脱却 JR東海 大改革の裏側（2024年6月27日、テレビ東京）[8]。